# Oncidium longicornu
Oncidium longicornu é uma espécie de orquídeas do gênero Oncidium, da subfamília Epidendroideae, pertencente à  familia das Orquidáceas. É nativa do Brasil e do nordeste da Argentina.

## Sinônimos
- Oncidium unicornutum Knowles & Westc. (1838)
- Oncidium unicorne Lindl. (1839)
- Oncidium monoceras Hook. (1841)
- Oncidium rhinoceros Rchb.f. (1856)
- Oncidium gautieri Regel (1868)
- Oncidium macronyx Rchb.f. (1881)